# Drummond (Montana)
Pour les articles homonymes, voir Drummond.
Drummond est une municipalité américaine située dans le comté de Granite au Montana. Selon le recensement de 2010, sa population est de 309 habitants. La municipalité s'étend sur 0,53 mille carré (1,37 km2).
John Edwards fonde un ranch à proximité de la Clark Fork en 1866. Autour de son ranch se développe Edwardsville, qui prend le nom de Drummond en 1883 lors de l'arrivée du Northern Pacific Railroad.